# 원흥초등학교
원흥초등학교(元興初等學校)는 대한민국 경기도 고양시에 있는 공립 초등학교이다.

## 연혁
- 2019년 6월 10일 : 교명 원흥초등학교 선정
- 2020년 9월 1일 : 개교 (초등 26학급, 특수 1학급)

## 참고 자료
- 원흥초등학교 - 한국교육학술정보원 학교알리미